# Antonio Canales (bailaor)
Antonio Gómez de los Reyes (Sevilla, 3 de diciembre de 1961), conocido artísticamente como Antonio Canales, es un bailaor y actor español.

## Carrera artística
Nació en el barrio de Su Eminencia. Descendiente de una familia de artistas, Antonio Canales comenzó su carrera como bailarín en el Ballet Nacional, donde, tras varios años, se convirtió en solista. Tras dejar el Ballet Nacional se trasladó a París para formar parte del ballet de Maguy Marin. Siendo miembro de este ballet fue invitado para realizar la coreografía del Festival de Versalia, en Italia.
Convertido ya en un bailarín de fama internacional, participó en más de cincuenta creaciones como primer bailarín y realizó innumerables galas internacionales. Tras recibir numerosos premios entre finales de los ochenta y principios de los noventa, en 1992 creó su propia compañía, debutando en Bilbao con las coreografías A ti Carmen Amaya y Siempre Flamenco.
En 1993 estrenó Torero, realizando una exitosa gira por Canadá. En 1994 lo estrenó en España con un notable éxito. En España superó las 700 representaciones, siendo su representación para TVE nominada para los Premios Emmy del año 1995. En 1995 Antonio Canales fue reconocido con el Premio Nacional de Danza.
Tras Torero, Antonio Canales estrenó Gitano, otra de sus más exitosas creaciones, siendo Canales el representante europeo en el Festival Internacional de la Danza de 1997.
En septiembre de 2000 fue detenido y deportado nuevamente por las autoridades federales de Estados Unidos en el aeropuerto JFK de Nueva York cuando estaba en tránsito viajando desde México a Europa. No le permitieron continuar su viaje y le deportaron de vuelta a México por segunda vez, luego de una deportación previa por posesión de drogas. Luego denunció que había sido objeto de vejaciones y malos tratos durante el tiempo que estuvo detenido.
Antonio Canales creó posteriormente las coreografías Cenicienta (2000) y Ojos verdes (2003). Además, publicó una novela titulada Sangre de Albero y ha protagonizado el largometraje Vengo de Toni Gatlif. Era fanático del FC Barcelona.
En el 2003, Antonio Canales fichó por el programa de éxito de TVE Operación Triunfo.
En 2004 estrenó, bajo la dirección de Miguel Narros, Carmen, Carmela, realizando una extensa gira nacional e internacional con gran repercusión en México.
Participó como intérprete y coreógrafo de la mano de Hansel Cereza en la obra Sangre de Edipo, que se estrenó en el Festival Clásico de Mérida en el año 2005.
En 2007 Antonio Canales se incorporó al jurado del programa televisivo de RTVE ¡Mira quién baila!.
Los días 15, 16 y 17 de julio de 2016, realizó un taller coreográfico en colaboración con la Asociación Indanza en la Escuela Municipal de Música y Artes de Almería, y realizó un recital en el Mesón Gitano junto a las cantantes María Canet y Mariángeles Jiménez, y el guitarrista José del Tomate.
En agosto de 2016 actuó junto a José Caballer, campanero mayor de Sagunto, en Sagunt a Escena.
El 14 de julio de 2017 presentó su obra Bailaor en la plaza de la Catedral de Almería, que estuvo acompañado de los cantaores David El Galli y Jesús Flores, de los guitarristas Miguel Iglesias y Miguel Pérez, del percusionista José Carrasco y de la bailaora Carmen González.
El 11 de marzo de 2021 se confirmó su participación como concursante oficial para la edición de Supervivientes 2021. Tras 21 días en el concurso, se convirtió en el primer expulsado de la edición.
Tras volver de Supervivientes 2021, apareció en una entrevista en Sábado Deluxe y en otra ocasión, se hizo un "polideluxe" en el especial Deluxe. El 28 de mayo de 2021 comenzó a trabajar como colaborador de Sálvame.
El 18 de agosto de 2021 se le comunicó en directo en el programa Sálvame que no van a renovar su contrato, circunstancias que aprovechó para dar su opinión sobre el programa, haciéndoles quedar en mal lugar, con observaciones tales como: el programa coge una noticia y la agota hasta el aburrimiento, afirma que deben renovarse sino quieren irse a pique puesto que habían obtenido ese verano el peor share de su historia. Abandonó el programa antes de su horario de finalización dejando su silla vacía.
En 2021, Mediaset España confirma la participación de Antonio en el docu-reality Los miedos de . . ., que trata de que en cada programa los concursantes intenten superar sus miedos a base de pruebas. En este programa coincidirá con las periodistas Lydia Lozano y Chelo García-Cortés, los presentadores Carlos Sobera, Boris Izaguirre y Toñi Moreno, las cantantes Melody y Toñi Salazar o los actores Loles León y Mario Vaquerizo.
El 8 de junio de 2023 presentó su espectáculo Esencia Canales en la Fundación Cajasol, acompañado por el guitarrista David de Arahal; los cantaores David El Galli y Miguel Lavi, y el percusionista José Carrasco.
En septiembre de 2024, anunció que el espectáculo que estrenaría en 2025 sería el último de su carrera, a sus 62 años, tras más de 40 años recorriendo escenarios de todo el mundo.